# Gudar i Sagan om Elenien
Lista över de gudar som förekommer i fantasyserierna Sagan om Elenien och Sagan om Tamuli av David Eddings.

## Trollgudarna
- Ghnomb, hungerns gud
- Ghworg, dödens gud
- Schlee, isens gud
- Khwaj, eldens gud
- Zoka, fruktbarhetens gud

## De tusen styriska gudarna
Styrerna har tusen gudar som tillbeds och vördnas i olika grad. Den styriska relationen till gudarna är till stor del privat och skyltas sällan med. Relationen mellan tillbedjare och gud är mycket personlig. I och med den stora variation i sätt och uppförande mellan styrernas gudar finns det ingen känd samling av Budord eller regler för styrerna. Dock finns det två framträdanden som verkar finnas hos alla styrer. De blir alla illamående vid tanken på att äta griskött och det verkar som alla styrer är analfabeter. 

### Äldre Gudarna
Azash är den enda som nämns vid namn. Det är dock osäkert vems gud han är. Han omtalas som en av de äldre gudarna. I romansviten är det bara zemocherna som tillber honom. Azash blir dödad i slutet av Sagan om Elenien.

### Yngre Gudarna
Aphrael, barnagudinnan, är en av de yngre gudarna som nämns vid namn. Sephrenia är hennes högsta prästinna och syster till en av hennes inkarnationer. Aphrael kan bäst beskrivas som en kärleks- och fruktbarhetsgudinna. Hon är överdrivet förtjust i att para ihop olika människor. Hon är även nyfiken och drar sig inte för att ljuga, smussla och stjäla för att få som hon vill. 
Aphrael har uppträtt som människa flera gånger, till exempel som den föräldralösa flickan Pipa och som prinsessan Danae av Elenien, Ehlanas och Spjuthöks dotter. Aphrael får inflytande över folk genom beröring och kyssar. Detta är anledningen till att hon oftast uppträder som en lite flicka.

## Den elenska guden
Den elenske guden nämns aldrig vid namn och syns aldrig till. Den elenska tron är mycket lik kristendomen och då speciellt den ortodoxa kyrkan.

## Hrokka
Hrokka är lamorkernas gud. Han är relativt blodtörstig och nämns i Earlogismannasaga.

## Cyrgon
Cyrgon är cyrgaiernas gud. Han nämns i De skinande och Kupoler av eld och är en av Spjuthöks fiender.

## Edaemus
Delphaernas, De Skinandes gud. Det sägs att han har gått före sitt folk till stjärnorna, då hans folk långsamt förvandlas till stjärnor. Han har gett sitt folk näst intill gudomliga krafter, så de ska överleva utan honom.

## De tamuliska gudarna
Övriga gudar som tillbes i Daresien. Det tamuliska kejsardömet innefattar tillräckligt många religioner för att man inte ska orka räkna dem.